# هنتر سكارليت
هنتر سكارليت (بالإنجليزية: Hunter Scarlett)‏ هو لاعب كرة قدم أمريكية أمريكي، ولد في 16 أكتوبر 1885 في إيري في الولايات المتحدة، وتوفي في 23 ديسمبر 1954 في فيلادلفيا في الولايات المتحدة.